# 烏干達第二共和國
烏干達第二共和國（英語：Second Republic of Uganda）是烏干達政變後建立的軍政府，存在於1971年到1979年，由烏干達陸軍元帥伊迪·阿明領導。